# Петрунин, Дмитрий Сергеевич
Дмитрий Сергеевич Петрунин (22 октября 1923 — 23 мая 1990) — снайпер 83-го пограничного полка войск НКВД по охране тыла (5-я гвардейская армия, 1-й Украинский фронт) сержант, участник Великой Отечественной войны, кавалер ордена Славы трёх степеней.

## Биография
Родился 22 октября 1923 года в селе Никульское (ныне Переславский район Ярославской области) в семье рабочего. Русский. Окончил 9 классов. Работал трактористом.
В октябре 1941 года был призван в Красную армию. После курсов механиков-водителей попал на фронт под Москву танкистом. В боях был ранен. После госпиталя в марте 1942 года направлен в 83-й пограничный полк войск НКВД по охране тыла, который нёс службу по охране войскового тыла воинских частей Западного фронта. Быстро освоился с новыми обязанностями, имел несколько задержаний преступного элемента.
Как отлично владеющий личным оружие, был направлен на курсы снайперов. По окончании сборов был направлен на боевую стажировку на передовую. С 6 по 17 октября, действуя на участке 88-й стрелковой дивизии, открыл свой снайперский счёт, уничтожил 10 гитлеровцев. Получил первую боевую награду — медаль «За отвагу».
В ноябре 1943 года, находясь на стажировке в боевых порядках 33-й армии, в районе восточнее города Дубровно (Витебская область, Белоруссия) в течение 10 дней истребил 11 вражеских солдат и офицеров. Довёл свой личный снайперский счёт до 33 уничтоженных гитлеровцев.
Приказом по войскам 33-й армии от 28 января 1944 года (№ 34) ефрейтор Петрунин Дмитрий Сергеевич награждён орденом Славы 3-й степени.
В период с 22 августа по 2 сентября 1944 года в боях с формированиями украинских националистов в районе города Рава-Русская (Львовская область, Украина) младший сержант Петрунин неоднократно ходил в разведку, доставляя ценные сведения о расположении огневых точек врага, уничтожил свыше 10 человек, взял трёх пленных.
Приказом от 20 сентября 1944 года младший сержант Петрунин Дмитрий Сергеевич награждён орденом Славы 2-й степени.
В начале ноября 1944 года, во время боевой снайперской стажировки, на участке 34-го гвардейского стрелкового полка 13-й гвардейской стрелковой дивизии в районе юго-западнее города Сташув (Польша) сержант Петрунин уничтожил 14 солдат и офицеров противника. Это была его четвёртая боевая стажировка, а личный снайперский счёт составил 82 убитых гитлеровца.
Приказом по войскам 5-й гвардейской армии от 16 февраля 1945 года (№ 15/н) сержант Петрунин Дмитрий Сергеевич награждён орденом Славы 2-й степени повторно. Все ордена были вручены на фронте.
Дошёл до Берлина. После окончания боевых действий полк нёс охрану Потсдамской конференции, объектов на территории Тюрингии.
В апреле 1949 года был демобилизован. Вернулся на родину. Работал водителем погрузчика Купанского транспортного управления Переславского района.
Указом Президиума Верховного Совета СССР от 29 декабря 1980 года приказ от 16 февраля 1945 года был отменён и Петрунин Дмитрий Сергеевич награждён орденом Славы 1-й степени (вручён в 1982 году). Стал полным кавалером ордена Славы.
Жил в посёлке  Рязанцево Переславского района Ярославской области. Скончался 23 мая 1990 года. Похоронен на кладбище посёлка Рязанцево.

## Награды
- ордена Отечественной войны I степени (06.03.1985[3][4])
- орден Славы I степени(16.02.45 награждён орденом Славы 2 степени, 29.12.80 перенаграждён орденом Славы 1 степени)[2].
- орден Славы II степени(20.09.1944)[5]
- орден Славы III степени (28.01.1944)[6]
  - медали, в том числе:
  - «За отвагу» (27.11.1942)[7]
  - «За победу над Германией в Великой Отечественной войне 1941—1945 гг.» (1945)[8]

## Память
- В посёлке Рязанцево, на доме где жил ветеран, установлена мемориальная доска.
- Снайперская винтовка Петрунина Дмитрия Сергеевича хранится в музее Вооружённых Сил СССР.
- Имя воина увековечено в Главном Храме Вооружённых сил России и на мемориале «Дорога памяти»[9].